# Бауру (мезорегіон)

Бауру на карті штату Сан-Паулу

Бауру́ (порт. Mesorregião de Bauru) — адміністративно-статистичний мезорегіон у Бразилії, що входить до штату Сан-Паулу. Населення становить 1450 тис. осіб (на 2006 рік). Займає площу 26 723,257 км². Густота населення — 54,3 осіб/км².

## Склад мезорегіону
В мезорегіон входять такі мікрорегіони:
1. Аваре
2. Бауру
3. Ботукату
4. Жау
5. Лінс

| Бразилія | Це незавершена стаття з географії Бразилії. Ви можете допомогти проєкту, виправивши або дописавши її. |